# Aztlanolagus agilis
Aztlanolagus agilis — викопний вид зайцеподібних гризунів родини зайцевих (Leporidae), що існував в Північній Америці у пліоцені та плейстоцені (4,7—0,012 млн років тому). Скам'янілі решки гризуна знайдені на південному заході США (Колорадо, Техас, Аризона, Нью-Мексико) та півночі Мексики (Чихуахуа).

## Етимологія
Назва роду Aztlanolagus з латини означає «кролик з Ацтлана» (Ацтлан — легендарна прабатьківщина ацтеків та інших народів науа.